# 范小勤
范小勤（2008年4月30日—），江西省吉安市永丰县石马镇严辉村人。因外貌酷似中国富豪马云而走红网络，并被称为“小马云”。

## 简介
范小勤，曾就读于河北省石家庄市南栗小学。2015年，范小勤被发现长得酷似阿里巴巴集团创始人马云。甚至连马云都惊叹，两人太过相似。当时马云准备资助范小勤上学，但是他的父亲却回绝了。随后，父亲将他交给网红公司。相关影片和直播上传网络后，引来大批网民关注。2017年，范小勤被人帶往河北，以「小馬雲」的身份參加真人秀節目，並出現在網路直播影片裡。。2021年1月5日，范小勤因為因變胖變高不再像馬雲，并且其确诊了呆小症和智力残疾，因此被送回严辉村，随身的行李仅有一包衣服和一个书包。2021年2月底，据中国媒体报道，范小勤已被医疗机构认定为智力二级残疾，每月只能获取数十元人民币的护理津贴及残疾生活补助。2022年初，范小勤的父親范家發在抖音開設帳號「老范竹木工」，該賬戶發佈的不少影片內容以范小勤為主角。此舉被外界質疑是在繼續消費和剝削范小勤。后来，范小勤转入永丰县特殊教育学校继续学习，并于2024年7月3日完成初中学业。